# Jakob Ulfsson

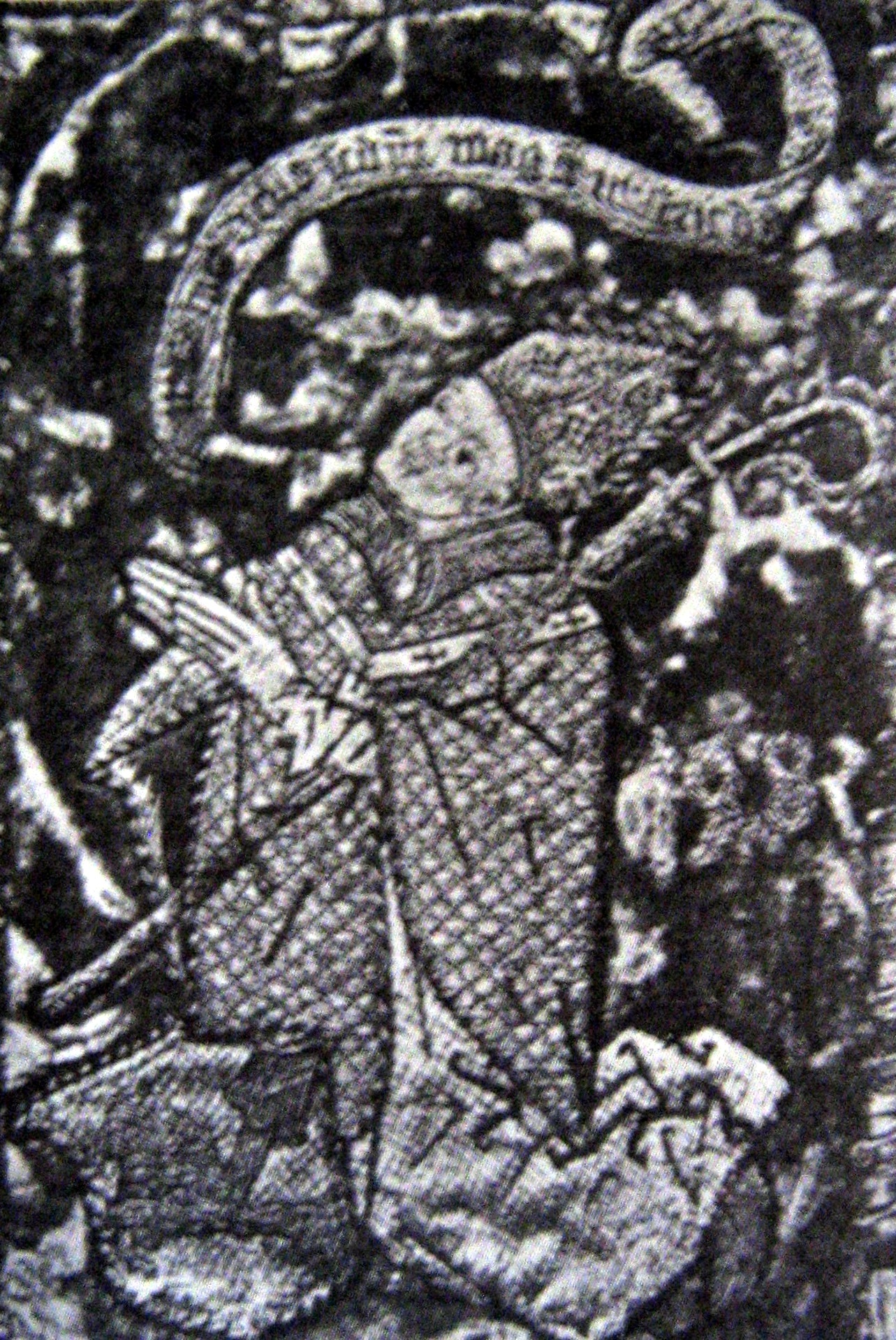
Jakob Ulfsson

Jakob Ulfsson (* in den 1430er Jahren in der Harde (schwed.: härad) Trögd; † Frühjahr 1521 in Mariefred) war katholischer Erzbischof von Uppsala und Schweden und Mitbegründer der Universität Uppsala.

## Leben
Ulfsson begann 1457 sein Studium an der Universität Rostock, wo er 1458/59 den Baccalaureus erwarb. Im Jahr darauf erlangte er in Paris den Magister-Grad.
Von 1465 bis 1470 lebte Ulfsson in Rom. Während dieser Zeit wurde er zum Kanoniker von Uppsala (1465) und Archidiakon von Växjö (1468) ernannt. Als Erzbischof Jöns Bengtsson Oxenstierna im Jahre 1468 starb, wollte Schwedens König Karl Knutsson Bonde seinen Verwandten Tord Pedersson Bonde zum Erzbischof von Uppsala machen. Das Domkapitel von Uppsala wählte Pedersson Bonde auch in dieses Amt, doch Papst Paul II. verweigerte seine Zustimmung und ernannte am 18. Dezember 1469 Jakob Ulfsson zum Erzbischof. Am 15. April 1470 erhielt Ulfsson in Rom die Weihe und kehrte danach nach Schweden zurück, um sein Amt anzutreten. Während des Dänisch-Schwedischen Krieges verteidigte er 1471 Stockholm.
Jakob Ulfsson war eine treibende Kraft bei der Gründung der Universität Uppsala 1477, da er sich neben kirchlichen Angelegenheiten auch für Wissenschaft und Kunst interessierte. Er wurde auch erster Kanzler der Universität und mit verantwortlich für die Einführung der Buchdruckkunst in Schweden in den 1480er Jahren.
Als Erzbischof von Uppsala war Jakob Ulfsson auch auf politischer Ebene einflussreich und bedeutend. Er hatte eine führende Position im schwedischen Reichsrat. Nach dem Krieg gegen Russland (1495–1497) setzte sich Ulfsson dafür ein, dass Reichsverweser Sten Sture der Ältere sein Amt verlor und Johann I. König von Schweden wurde.
1514 legte Jakob Ulfsson sein Amt als Erzbischof nieder. Im Mai des folgenden Jahres wurde Gustav Trolle zu seinem Nachfolger gewählt. Als Reichsverweser Sten Sture der Jüngere im Verlauf eines politischen Konfliktes Erzbischof Trolle absetzte, versuchte er, Jakob Ulfsson wieder für das Amt zu gewinnen. Doch Ulfsson lehnte ab, zumal Papst Sixtus IV. Sten Sture d. J. wegen der Absetzung Gustav Trolles mit einem Bann belegt hatte. In der weiteren Auseinandersetzung um die Vorherrschaft in Schweden zwischen dem dänischen König Christian II. und Sten Sture d. J. im Frühjahr 1520 brannten Freischärler des inzwischen getöteten Reichsverwesers die Burg Arnö nieder, in der Jakob Ulfsson lebte, und nahmen den ehemaligen Erzbischof gefangen. Nachdem Ulfsson wieder auf freiem Fuß war, zog er ins Kartäuserkloster in Mariefred ein, wo er 1521 starb.